# Corsário

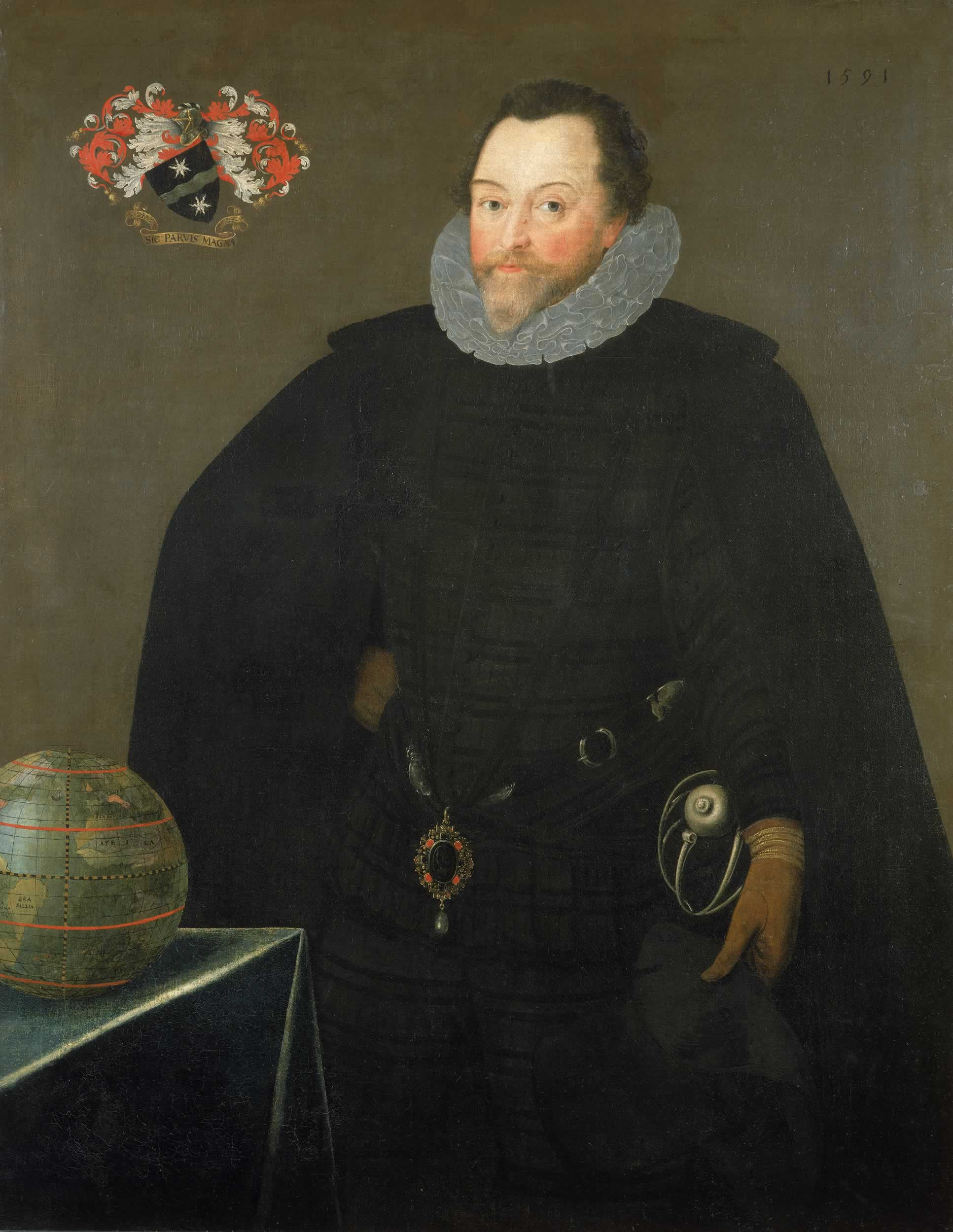
Sir Francis Drake em 1591, corsário inglês condecorado cavaleiro da coroa inglesa. National Maritime Museum, em Londres

Um corso, corsário (do italiano "corsaro": comandante de navio que ataca navios), também escrito antigamente cossairo ou cossário, era um navio, ou seu comandante ou tripulantes, que tivesse uma licença para atacar e pilhar os navios de uma outra nação. Essa licença, muitas vezes, vinha através de uma carta de corso (ou carta de marca), documento legal emitido por uma marinha específica, que autorizava pilhagem em embarcações de certas nações e definia as quantias a serem divididas entre os contratados e o contratante.
Teoricamente, era uma embarcação pirata legalizada, reconhecida pela lei internacional. Inclusive, era comum que, após os tempos de guerra, essas embarcações voltassem a ocupações de pilhagem ilegal (ou seja, praticar pirataria). A divisão entre piratas e corsários é nebulosa, já que as práticas eram as mesmas, sendo que a diferença principal estava no reconhecimento legal.
Os corsos foram extensamente utilizados pelas potências marítimas europeias durante os séculos XVII e XVIII e na primeira metade do XIX, especialmente pela Inglaterra (depois Reino Unido), França e Espanha, e entre seus territórios coloniais. Em tempos de guerra eram uma alternativa fácil e barata para combater o inimigo, perturbando as suas rotas marítimas. Com os corsos, os países podiam enfraquecer as nações hostis sem ter de arcar com os custos relacionados com a manutenção e construção naval.
Sempre que um navio corso fosse capturado, este tinha de ser levado a um Tribunal Almirantado, onde tentava assegurar de que era um verdadeiro corso. Contudo, era comum os corsos serem apresados e executados como piratas pelas nações inimigas. Muitas vezes, os piratas, quando apanhados pela suposta vítima, tentavam usar uma carta de corso ilegal, falsificada.
Especialmente nos séculos XVIII e XIX, diversos livros pseudo-históricos e romances foram publicados e circularam publicamente com histórias de piratas e corsários no mar, trazendo a pauta para o imaginário popular. Entre os livros com pretensão histórica (mas que utilizavam extensivamente da fantasia), estão o A General History of Pirates (capitão Charles Johnson, possivelmente um pseudônimo de Daniel Defoe, 1724) e o Buccaneers of America (Alexandre Exquemelin, 1678). Entre os romances sobre o tema, talvez o mais conhecido seja o clássico infantilTreasure Island (Robert Louis Stevenson, 1883). Isso fez com que diversos piratas e corsários ficassem conhecidos em seus territórios de origem, por vezes como heróis nacionais.
Por vezes, no seu país de origem, os corsos eram considerados autênticos heróis, tal como Sir Francis Drake, que, graças às riquezas saqueadas por ele para a Inglaterra, foi tornado Cavaleiro por Isabel I de Inglaterra. Um discípulo famoso de Sir Francis Drake (O El Dragón, como era chamado entre os espanhóis), foi Sir Thomas Cavendish, outro renomado corsário e circum-navegador britânico. Cavendish atacou cidades brasileiras como Santos, São Vicente, Ilha Grande e Vitória do Espírito Santo.
A diferenciação no conceito da pirataria e do corso, entendido como as ações privadas, é comumente vista pelos historiadores atuais como uma fabricação social, vinda desde o século XVIII, mas ainda mais fortalecida no século XIX, no contexto da construção das identidades nacionais. A figura do pirata foi moldada dependendo da referência entre cada Estado: o corsário contratado por um Estado também era visto como o pirata de outra nação. Além da imagem do pirata, ligada à libertinagem e atividades pseudo-democráticas dentro dos navios, também remonta à apropriação desses personagens na cultura popular de viés liberal do século XIX.

## O corso ao longo da história

### O corso na Antiguidade (entre 800-67 a.C.)
Na Grécia e na Roma Antigas, não havia separação no vocabulário entre "piratas" e "corsários", assim como ainda não existia a emissão formal de cartas de corso. Logo, as sociedades clássicas usavam piratas para enfraquecer seus inimigos, sem que houvesse um reconhecimento legal disso.

### A Era Moderna: o apogeu e o fim do corso

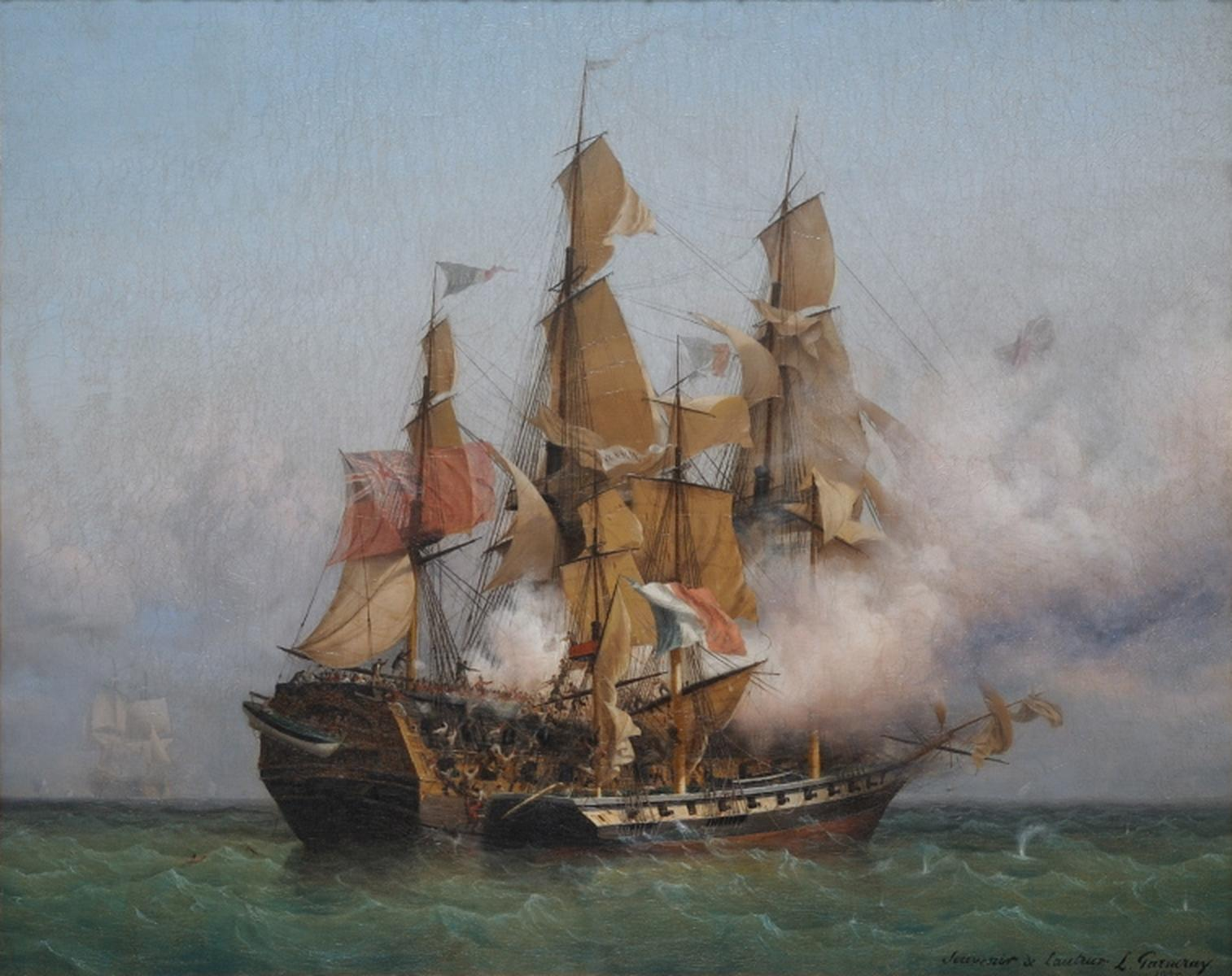
Embarcação Kent (esquerda) batalhando contra Confiance, comandada pelo corsário francês Robert Surcouf. Pintado pelo corsário e artista francês Ambroise Louis Garneray (1800).

Durante a Idade Moderna, a prática do corso foi essencial para as trocas comerciais e a manutenção dos territórios coloniais europeus nas Américas. Foi especialmente importante para Inglaterra e França a partir do final do século XVI, já que foram nações que desenvolveram as suas frotas marítimas de forma tardia em relação a Portugal e Espanha, que marcaram as Grandes Navegações.
Já durante o século XVI, por exemplo, a ação dos corsários ingleses no Oceano Atlântico foi determinante para uma crise dos transportes marítimos no Oceano. Fortalecendo o comércio italiano de especiarias no Mar Mediterrâneo e perturbando o tráfico português da pimentas, os corsos ingleses se estabeleceram na costa atlântica do continente africano, especialmente ao redor das ilhas de Cabo Verde, Canárias e Açores, e avançando até as ilhas de Santa Helena.
Durante as cruzadas, os corsários sarracenos eram chamados pelos cruzados de corsários berberes. Estes navegantes estavam autorizados pelos seu governos a pilhar as rotas marítimas dos países cristãos. Inicialmente, os corsários malteses lutavam pela religião, mas, algum tempo depois, as crescentes recompensas da pirataria atraíram mais. Essa atuação foi muito presente no Mar Mediterrâneo durante os século XVI e XVII.
O contexto do final do século XVII e início do século XVIII foi o período no qual a pirataria e a prática do corso ficou mais encrustrada no imaginário popular atual, especialmente pela ocupação da América Central nesse momento, como visto na franquia de filmes Piratas do Caribe. Esse momento de apogeu ficou conhecido como a Era de Ouro da Pirataria. A situação estratégica de defesa era tão importante a nível militar que, em 1681, Colbert (ministro de Luís XIV) promulgou medidas para regular a atividade, reforçada após a derrota em 1692 de La Hougue, que muito enfraqueceu a marinha real francesa.
O fim do corso é comummente apontado como relacionado com o fortalecimento dos Estados nacionais modernos durante o fim do século XVIII e início do século XIX, ligado à institucionalização do trabalho militar. No caso britânico, o rechaço à pirataria (e, consequentemente, ao corso) já iniciou-se na primeira metade do séc. XVIII, especialmente após o fim da Guerra de Sucessão Espanhola (1701-1714), no qual muitos corsários utilizados para as batalhas se voltaram à pilhagem no Caribe durante os tempos de paz. Após isso, a consolidação da Royal Navy foi essencial para a manutenção do Império Britânico, ligada à prática comum e agora institucionalizada do recrutamento forçado de marinheiros. No caso da França, a prática do corso se sustentou até o Império Napoleônico, sendo proibida durante a Revolução Francesa mas resgatada pelo governo de Napoleão Bonaparte, especialmente para batalhar contra os britânicos, como representado romanticamente no filme (e livros homônimos) Mestre dos Mares.
Os novos navios a vapor, que exigiam grandes custos de produção e manutenção, fizeram com que a guerra marítima privada tivesse o seu fim. Após a guerra da Crimeia foi celebrado o Tratado de Paris de 1856, em que as grandes potências ali reunidas concordaram em acabar definitivamente com a prática do corso. Assim, como muitas vezes era o corso que levava à pirataria, esta também teve tendência a diminuir. Os piratas não desapareceram por completo, mas é certo que, com o desenvolvimento das comunicações e sistemas de vigilância, esta atividade ficou bastante enfraquecida.

## O corso no Brasil

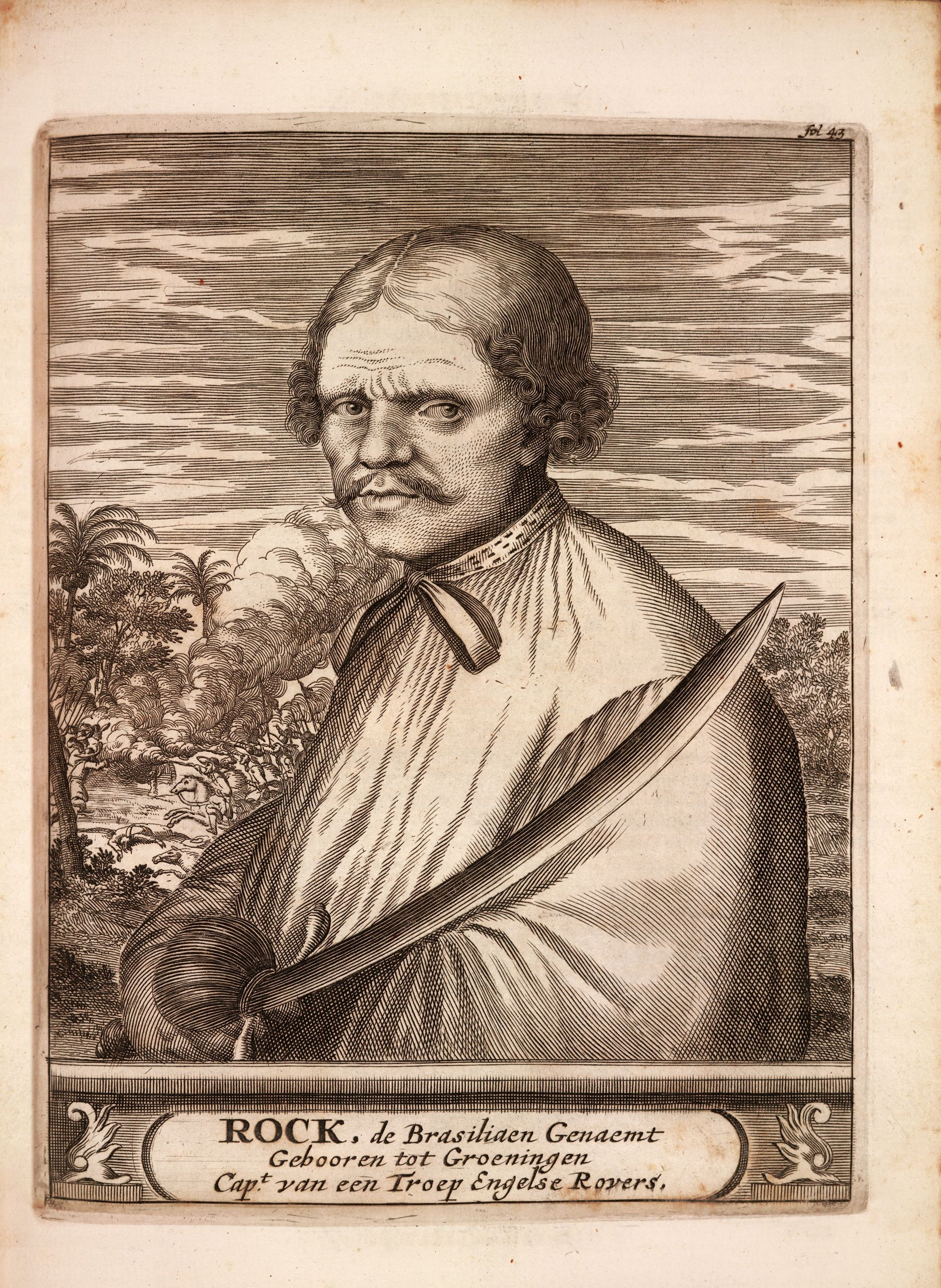
Roque Brasiliano, possivelmente um pirata e corsário neerlandês criado no Brasil, durante a ocupação holandesa na Capitania de Pernambuco. Gravura do livro Buccaneers of America (1678), de Alexander Exquemelin.

O Brasil, além de ter tido a circulação de corsários em seu litoral no século XVII, no período de 1808 a 1889, teve sua Marinha Corsária, do chamado Reino Unido e Império Brasileiro, como outros países. Isso fez com que o Brasil possuísse a segunda maior esquadra depois da Inglaterra, que tinha sua Armada, e que também possuía a sua chamada esquadra corsária.